# Proiezionista

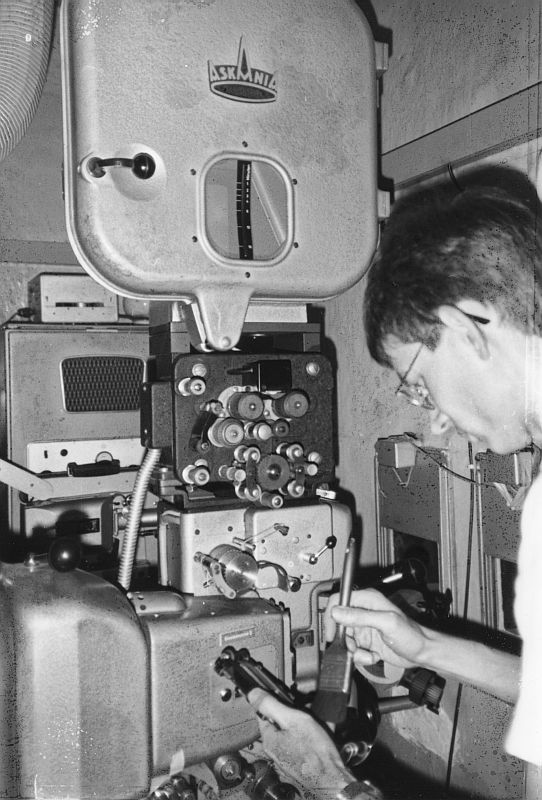
Un operatore cinematografico al lavoro con un proiettore Askania AP XII

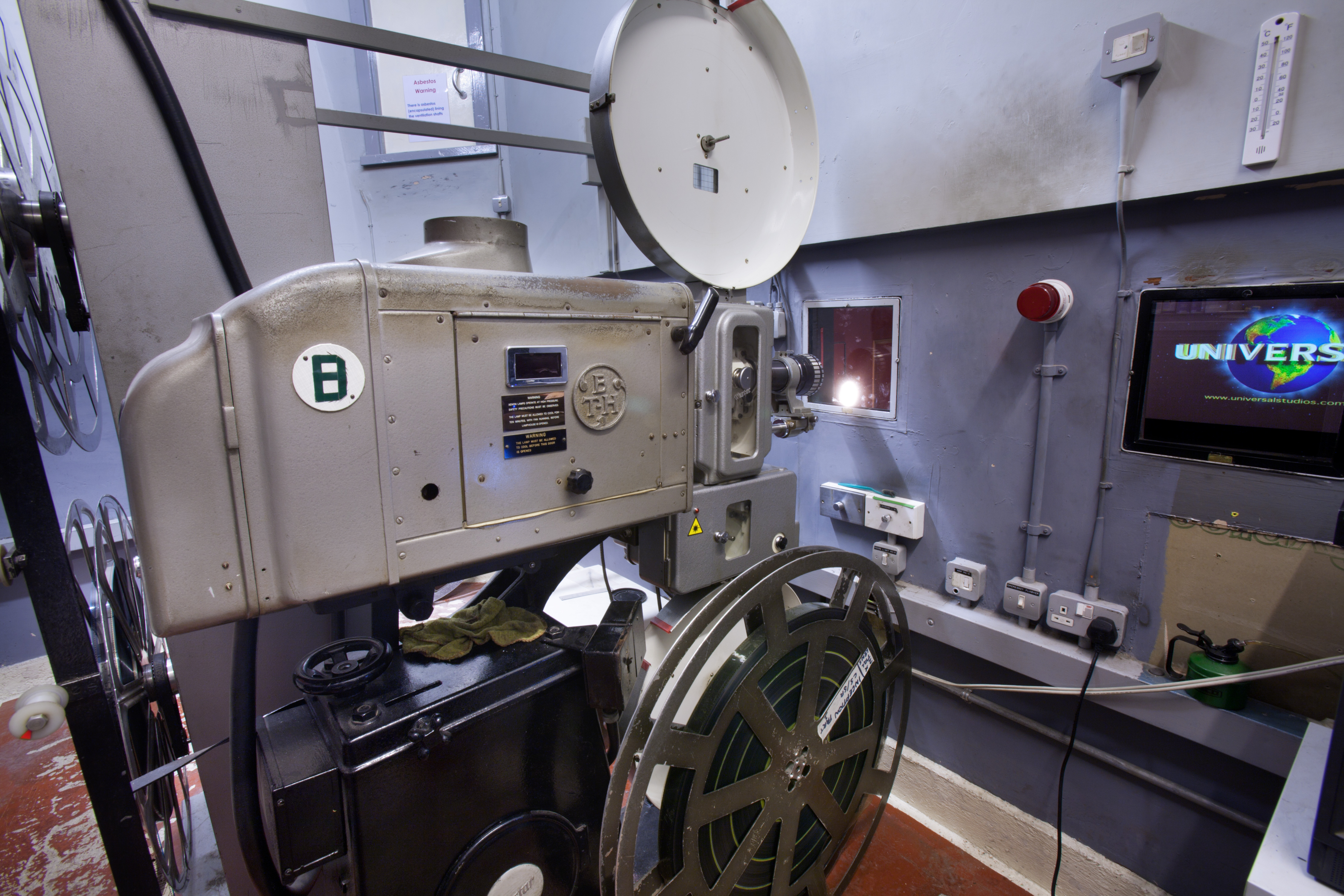
Una cabina di proiezione più moderna presso il cinema Ultimate Palace di Oxford, nel 2010

Il proiezionista o operatore cinematografico è il tecnico responsabile della gestione delle apparecchiature di proiezione. L'attività si svolge prevalentemente nelle sale o multisale cinematografiche, nei cinema all'aperto, e nelle altre occasioni in cui si necessita di personale specializzato.

## Profilo professionale
L'operatore si occupa di tutti gli aspetti tecnici della proiezione: dalla gestione dei dispositivi di proiezione, alla loro preparazione e manutenzione, dalla supervisione della qualità visiva e sonora (impostazione immagine e fuoco, gestione audio per mezzo di mixer e rack), all'impostazione dei corretti formati di proiezione. Nel caso dell'utilizzo di pellicole cinematografiche, si occupa anche, ove necessario, dei tagli e giunzioni funzionali alla corretta proiezione. Tra i suoi compiti rientra anche il montaggio e lo smontaggio dei film in programmazione, e, più in generale, ogni attività atta a scongiurare difetti di proiezione.
Mentre negli esercizi monosala può avvenire che il proiezionista si occupi anche di altre attività legate allo spettacolo, come il controllo dei biglietti o la sorveglianza della sala, in un multisala svolge di solito esclusivamente il lavoro di cabina, gestendo fino a cinque-sei proiezioni in contemporanea.
Se non è presente in sala altra figura appositamente designata, il proiezionista è generalmente anche il responsabile civile e penale della sicurezza della sala (ivi incluso, quindi, il monitoraggio di: corretto stato dei dispositivi e degli impianti tecnologici, dispositivi di prevenzione incendio, uscite di sicurezza, libertà di transito agli ingressi e alle vie di fuga, sicurezza della sala).

## Normativa

### Italia
Pur non trattandosi di una professione regolamentata da albo, sin dal 1940 è stato necessario per legge conseguire un'abilitazione allo svolgimento della professione di operatore cinematografico, emessa per conto del Ministero dell'Interno dalla prefettura dopo il superamento di un esame tenuto da un'apposita commissione prefettizia. Tra gli argomenti degli esami teorico/pratici: la conoscenza delle apparecchiature di cabina e delle tecniche di proiezione, i formati di proiezione, il funzionamento dei dispositivi, e in particolare le norme di sicurezza su cui l'operatore ha responsabilità (monitoraggio di: corretto stato dei dispositivi e degli impianti tecnologici, dispositivi di prevenzione incendio, uscite di sicurezza, libertà di transito agli ingressi e alle vie di fuga, sicurezza della sala).
Dall'ottobre 2013, con l'entrata in vigore della Legge 112/2013, lo svolgimento della professione è stato esentato dall'obbligo del conseguimento dell'abilitazione, fatti salvi gli obblighi di sicurezza sul lavoro. Il D.M. 19 agosto 1996 del Ministro dell'Interno, infatti, stabilisce i criteri di sicurezza per gli esercizi cinematografici, e, fra le altre specifiche, afferma che le attrezzature di cabina non necessitano di essere permanentemente presidiate dall'operatore solo quando sono installati impianti automatici di proiezione (caso in cui l'operatore deve comunque "essere reperibile all'interno del locale durante la proiezione"). L'operatore, se non è presente un'altra persona specificamente delegata, è colui che "deve provvedere affinché nel corso dell'esercizio non vengano alterate le condizioni di sicurezza", fra gli aspetti che è tenuto a controllare:
- i sistemi di vie di uscita, che "devono essere tenuti costantemente sgombri da qualsiasi materiale che possa ostacolare l'esodo delle persone e costituire pericolo per la propagazione di un incendio";
- prima dell'inizio di ogni manifestazione "deve essere controllata la funzionalità del sistema di vie di uscita, il corretto funzionamento dei serramenti delle porte, nonché degli impianti, e delle attrezzature di sicurezza";
- "deve essere fatto osservare il divieto di fumare negli ambienti ove tale divieto è previsto per motivi di sicurezza";
- "nei depositi e nei laboratori, i materiali presenti devono essere disposti in modo da consentirne una agevole ispezionabilità".

Tali compiti e responsabilità, naturalmente, sono in forza di legge e non derogabili dall'esercente o altri, che ne rimane mutualmente responsabile.